# Гук В'ячеслав Анатолійович
Гук В'ячесла́в Анато́лійович  (* 15 серпня 1974, Саки, АР Крим) — сучасний український поет, прозаїк, есеїст, засновник «сенсо-фізіологізму» як літературного напрямку.

## Біографія
У 1999 році закінчив філологічний факультет Сімферопольського державного університету. 2003 року вступив до НСПУ. Одну з рекомендацій написала українсько-бразильська письменниця пані Віра Вовк (Селянська), яка живе в Ріо-де-Жанейро (Бразилія). Член Національної спілки письменників України. Перша публікація творів В'ячеслава Гука з'явилася у вересні 1998 року в бразильському часопису «O Lavrador» /Хлібороб/, № 292, Куритиба/ з передмовою письменниці і перекладачки Віри Вовк (Селянської). 1999 року В'ячеслав Гук захищає в університеті магістерську роботу, присвячену маловідомій українській поетці Христині Алчевській — «Христина Алчевська як представник модернізму в українській літературі».
12 грудня 2003 року письменник пише статтю про всесвітньовідомого шведського кінорежисера Інгмара Бергмана — «Інгмар Бергман: доторк до вічності», після публікації якої головний редактор часопису радить В. Гуку спробувати писати прозу.
2007 року отримав грант Президента України на видання роману «Синдром дитячих спогадів», де розгортається родинна драма на тлі Радянсько-фінської війни 1940 року.
2012 року – лауреат Міжнародної літературної премії ім. Івана Кошелівця.
2013 року – лауреат італійського часопису «Diogen».
2015 року В'ячеслав Гук номінований на здобуття Національної премії України імені Тараса Шевченка у напрямку «Література» за роман Сад Галатеї
|                                                                    | Найкращою книгою фестивалю в м. Буча 2016 року було визнано роман засновника «сенсо-фізіологізму» як літературного напрямку, письменника та есеїста В’ячеслава Гука «Сад Галатеї». |
| — Роман «Сад Галатеї» - найкраща книга фестивалю в м. Буча, 2016р. | |

2018 року здобув грант від Київської міської державної адміністрації на видання поетичної збірки «Гілочка  кримського тиса».  
https://dsk.kievcity.gov.ua/files/2018/6/14/Protokol3-VR-DSK-KMDA-14062018.pdf [Архівовано 6 липня 2018 у Wayback Machine.]
2018 року переможець в номінації «Поезія» в літературному конкурсі «1003 ночі» в Лейпцигу, Німеччина. https://leipglo.com/2018/08/08/leipzig-1003-nights-results/ [Архівовано 10 серпня 2018 у Wayback Machine.]
1 грудня 2018 року став переможцем першого літературного фестивалю «Кримський інжир» у номінації «Поезія про Крим українською мовою». http://expedicia.org/ekspediciya-vidkladena-krimskiy-in/ [Архівовано 11 грудня 2018 у Wayback Machine.]
2020 року став переможцем Міжнародного літературного конкурсу «Крилатий Лев»  за роман «Гадючі линовища». http://bukvoid.com.ua/events/konkurs/2020/11/11/093256.html [Архівовано 24 лютого 2022 у Wayback Machine.]
2021 року став переможцем Міжнародного літературного конкурсу імені Олега Ольжича за поетичну збірку «Гілочка кримського тиса». [https://nspu.com.ua/ofitsijno/stali-vidomi-laureati-mizhnarodnoi-literaturnoi-premii-imeni-olega-olzhicha-za-2021-rik/]

## Творчість
В'ячеслав Гук — засновник літературного напрямку «сенсо-фізіологізму» (англ. sense — «чуття», «розум», «свідомість» + physiology — «фізіологія»"), який виник у Криму і, по суті, став реакцією на кризу літератури українського постсоціалізму. Уперше письменник про це зазначив у передмові до своєї третьої поетичної збірки «Восьмий день тижня» (2002), що побачила світ у Сімферополі. В основі цього напрямку лежить фізичне чуття людини, яке виникає після прочитання певного літературного твору у певний час, за певних обставин, у певному середовищі. Це може бути захоплення, біль, радість, смуток, ненависть тощо. Вони можуть сполучатися. Слово виступає при цьому як певний «код» і «ланцюг» між людиною і її чуттями. Людський організм — як провідник і накопичував певних життєвих вражень та досвідів, який реагує пришвидшеним, уповільненим, нормальним биттям пульсу на певні образи, творені словами, які чує. Чуття при чому можуть бути або піднесеними (радість, захоплення), або ницими (біль, жура і навіть — голод). Слова в таких випадках самі визначають, що має відчувати людина. Дослідження «фізичних чуттів» можна добре простежити у поетичних збірках «Шепотіння, лід і гагари» (2003) та «Faldbakken» (2013), романі «Мюрдал-fisk, або Філософія північної самоти» (2009) тощо. 
Сенсо-фізіологізм як літературний напрям
Сенсо-фізіологізм як літературний напрям був започаткований українським письменником В’ячеславом Гуком 2003 року в Криму. Про це письменник зазначив у своїй поетичний збірці «Восьмий день тижня»,  Сімферополь, 2003. В’ячеслав Гук є автором терміну «сенсо-фізіологізм» та концепції, що лежать в основі цього напряму, який яскраво відбився зокрема в його романі «Сад Галатеї» 2008, Сімферополь (перевидання Київ, «Український письменник» 2015). Сенсо-фізіологізм як напрям є дослідженням чуттєвого сприйняття та його впливу на свідомість і став реакцією на кризу літератури українського постсоціалізму.
Сенсо-фізіологізм у контексті літератури – це концепція, яка стверджує, що літературний твір викликає у читача певні фізичні відчуття та фізіологічні реакції. Іншими словами, це підхід, який наголошує на тілесному сприйнятті літератури, де текст впливає на організм читача, викликаючи певні реакції, такі як мурашки, прискорене серцебиття або інші фізіологічні прояви.
Отже, сенсо-фізіологізм як літературна концепція відображає:
• Фізичний вимір сприйняття літератури: вплив твору на тіло, а не лише на розум.
• Реакції організму на текст: визнання, що емоції та уявлення, викликані читанням, проявляються на фізіологічному рівні.
• Тілесний досвід читання: сприйняття літератури як процесу, що відбувається в тілі, а не лише в свідомості.
Таким чином, сенсо-фізіологізм відрізняється від традиційного підходу, що зосереджується на інтелектуальному розумінні тексту, акцентуючи увагу на фізичних, тілесних відчуттях, які виникають під час читання.
В'ячеслав Гук є автором поетичних збірок «Грота душі» (1998), «Плач Єремії» (2000), «Восьмий день тижня» (2002), «Шепотіння, лід і гагари» (2003), «Ода невідомій родині» (2006), Кримські елегії (2013).
Своїми поетичними навчителями письменник вважає видатних поетів — ірландця Шеймаса Гіні та норвежця Стейна Мерена.

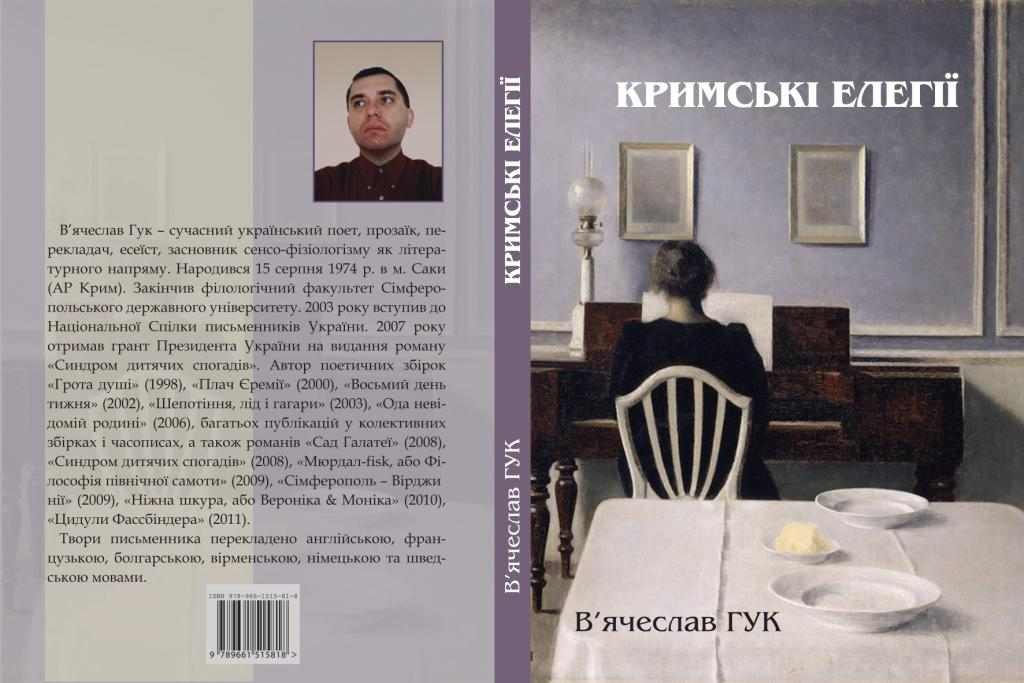
В'ячеслав Гук, Кримські елегії

В'ячеслав Гук є також автором романів «Сад Галатеї» (2008 р.), «Синдром дитячих спогадів» (2008 р.), «Сімферополь-Вірджинії» (2009), що вийшов друком в Ізраїлі, «Мюрдал-fisk, або Філософія північної самоти» (2009 р.), де вперше в сучасній українській літературі розгорнута тема Норвегії, «Ніжна шкура, або Вероніка & Моніка» (2010) — роман у жанрі «slipstrim», психологічна драма, «Цидули Фассбіндера» (2011).
Роман «Сад Галатеї» літературна критика назвала «зрілою прозою європейського зразка» та «світовим інтелектуальним бестселером». Це була українська відповідь на роман американської письменниці Ніколь Краусс «Історія кохання» — Nicole Krauss /The History of Love/. Nicole Krauss

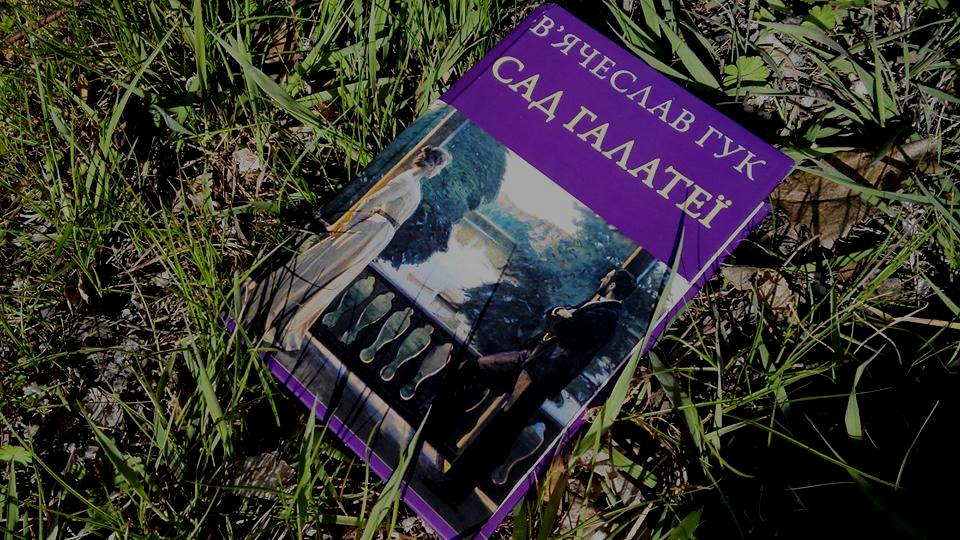
Сад Галатеї

Як писала відома письменниця Анна Багряна,
|  | Проза В. Гука загалом не властива для української літератури, а тяжіє більше до літературних традицій Швеції, Норвегії, Прибалтійських країн, а відтак цілком придатна для перекладу на інші мови світу. Йдеться про речі, які завжди залишаються актуальними — поза територіальними та часовими межами, адже на першому місці у його творах — Людина з її неоднозначним і заплутаним лабіринтом душі, з її самотністю, болем, сподіваннями, таємницями… |

Відомий журналіст і літературний критик Анна Лобановська писала:
|  | Твори цього письменника вирізняються на тлі української сучасної літератури дивним стилем і дивною ж географією. Кримчак В'ячеслав Гук пише чудовою українською мовою, його герої віддаляють читача від «українських реалій», а сама манера письма позначена вишуканою «європейськістю» та кінематографічністю образів. Нещодавно в Саки (місто) письменник признався, що має заповітну мрію «побудувати будинок серед гір і фіордів Норвегії, де знайшли б свій прихисток усі покинуті й зраджені...», /«Дзеркало Тижня», № 2 (781) 23—29 січня 2010/ |

Письменник друкувався у часописах «Соборність (часопис)» (Ізраїль), «Літературна Україна», «Zeit Glas», «Береги Тавриди», «Кримська світлиця», «Українська літературна газета», «Слово Просвіти», «O Lavrador» (Бразилія), «Мистецькі грані», «Київ (журнал)», « [Архівовано 10 червня 2017 у Wayback Machine.]Index on Censorship» (Велика Британія).
Писав статті про Інгмара Бергмана, Марселя Пруста, Емму Андієвську, Христину Алчевську, Герберг Вассму, Зінаїду Гіппіус.
1984 року вірш Зінаїди Гіппіус «Всё кругом» назвав гімном СРСР, за що його ледь не виключили зі школи. http://slova.org.ru/gippiusz/vsekrugom/
Перекладач із французької мови Дмитро Чистяк писав про В'ячеслава Гука:
|                                                            | У поезії і прозі герой його творів завжди перебуває в екзистенційних взаємовпливах із часом. Минуле і майбутнє зважуються в авторській свідомості у вічному сучасному, яке фіксує лише перетікання буття речей з одного стану в інший, і зрештою — відносність динаміки й статики, присутності й відсутності реального світу. Мить, схоплена по-бергманівськи прицільною кінематографічною уявою письменника, перетікає зі звука в символіку кольору, запаху, пластики, а внутрішня енергетика тексту породжує оригінальне лексичне й синтаксичне тло. |
| — Слово Просвіти, № 45 (526), 12—18 листопада 2009, с.№ 13 | |

Життєве кредо письменника:
|                                                     | Я обстоюватиму власні переконання і погляди, намагатимуся робити для того все, щоб українська література не викликала співчутливої або іронічної посмішки і щоб про неї знали, поважали й цікавилися нею, як польською, англійською, німецькою... Щоб ми жили у вільному світі. |
| — Дзеркало тижня,№ 2(781), 23-29 січня 2010, с.№ 13 | |

Ігор Калинець: 
|  | В’ячеслав Гук – надзвичайна поезія, давно вже такої не читав. |

https://chasopys-rich.com.ua/2018/09/12/золоті-ворота-ігора-калинця/ [Архівовано 17 квітня 2022 у Wayback Machine.]
Перекладав твори Руперта Брука, Вільяма Каупера, сучасної англійської поетки Керолайн Ішервуд.
Окремі вірші В'ячеслава Гука перекладено шведською, англійською, німецькою та вірменською мовами. Уривок роману «Сад Галатеї» перекладено німецькою мовою в Гамбурзі.

## Поетичні збірки
- «Грота душі», 1998 р., Саки (Сакська міська друкарня);
- «Плач Єремії» — ISBN 966-572-033-3 — Сімферополь, 2000 р., (видавництво «Таврія»);
- «Восьмий день тижня» — ISBN 966-7980-43-X — Сімферополь, 2002 р., (видавництво «Доля»);
- «Шепотіння, лід і гагари» — ISBN 966-8295-46-3 — Сімферополь, 2003 р., (видавництво «Доля»);
- «Ода невідомій родині» —ISBN 966-2987-01-0 — Сімферополь, 2006 р.,(видавництво «Кримський письменник»);
- «Кримські Елегії» —ISBN 978-966-15-1581-8 — Київ, 2013 р.,(видавництво «Гамазин»);
- «Faldbakken» (Language: English)www.amazon.com/Faldbakken-Vyacheslav-Huk-ebook/dp/B00FXA7W5I/ref=sr_1_1?s=digital-text&ie=UTF8&qid=1386698, 2013;
- «Гілочка кримського тиса» —ISBN 978-966-136-580-2 — Київ, 2018 р.,(видавництво «Фенікс»).

Про поетичну книжку В. Гука «Кримські елегії», 2013, були такі відгуки:
Віра Вовк: 
|  | Ваша Муза розлога й галузиста… |

  
Юрій Вівташ: 
|  | ...я розумію витоки та культурні традиції ваші, хоча я й не філолог. Це висококультурна густа поезія для читачів, яких тут мало або не існує, тим паче зараз... Мені це нагадало Бажана – густотою й естетсько-бароковою густотою мови та стилю, проте й нетиповою для української поезії синкопічністю уваги до деталей. Тут багато перегуків з Арсенієм Тарковським – так мені здалося. Кінематографічні напливи роблять поезії відповідними до недавнього часу, до італійського неореалізму - частина поезій... Такі думки… |

  
Богдан Рубчак: 
|  | Ви цікавий поет і дуже корисний «культурник»… |

## Романи
- «Сад Галатеї» — ISBN 978-966-2913-89-7 — Сімферополь, 2008., (видавництво «СМД»);
- «Синдром дитячих спогадів» — ISBN 978-966-2133-18-9 — Київ, 2008., (видавництво «Просвіта»);
- «Мюрдал-fisk, або Філософія північної самоти» — ISBN 978-966-174-092-0 — Сімферополь, 2009., (видавництво «СМД»);
- «Сімферополь — Вірджинії» — ISSN 1565-6837 — Bat-Yam, видано у державі Israel, «Sobornist», 2009-11.,
- «Ніжна шкура, або Вероніка & Моніка» — ISBN 978-966-2306-04-0 — часопис «Zeitglas», № 55-58, 2010.
- «Цидули Фассбіндера», 2011.

## Книжки В'ячеслава Гука, які є у вільному доступі в Мережі
- В'ячеслав Гук, «Кримські елегії» http://chtyvo.org.ua/authors/Huk_Viacheslav/Krymski_elehii [Архівовано 28 липня 2017 у Wayback Machine.]
- В'ячеслав Гук, «Синдром дитячих спогадів» http://chtyvo.org.ua/authors/Huk_Viacheslav/Syndrom_dytiachykh_spohadiv/ [Архівовано 12 вересня 2017 у Wayback Machine.]
- В'ячеслав Гук, «Нові вірші» http://chtyvo.org.ua/authors/Huk_Viacheslav/Novi_virshi_zbirka/ [Архівовано 13 липня 2017 у Wayback Machine.]